# Jules Åkerman

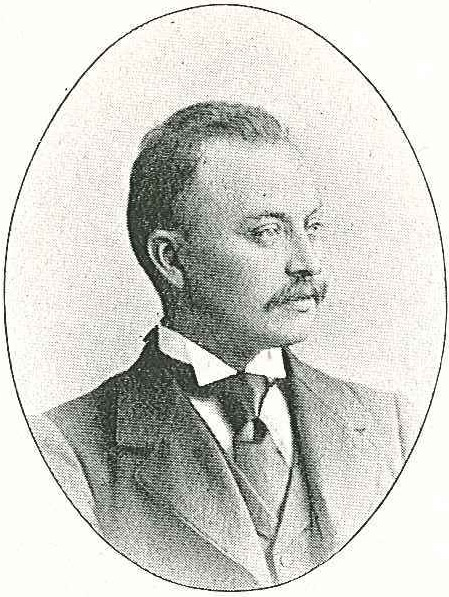
Jules Åkerman omkring sekelskiftet 1900.

Julius Herbert Åkerman, född den 12 september 1861 i Tyringe, Finja socken, Kristianstads län, död den 7 maj 1951 i Gustav Vasa församling, Stockholm, var en svensk läkare och professor.
Åkermans föräldrar var lantbrukaren Nils Åkerman och Jilie Dorotea Wibe. Han avlade studentexamen vid Katedralskolan 1880 och inskrevs samma år vid Lunds universitet, där han blev medicine kandidat 1885, medicine licentiat 1888 (samma år blev han legitimerad läkare) och medicine doktor 1889 på avhandlingen Om sectio mediana för mankönets urinblåsestenar. 
Åkerman förordnades 1890 till docent i kirurgi i Lund. Hans fortsatta akademiska karriär kom däremot att äga rum vid Karolinska institutet där han 1893 blev prosektor, 1895 extra ordinarie professor och 1909 ordinarie professor i kirurgi. Sedan 1902 var han även överläkare vid Riksförsäkringsanstalten. Han avgick från båda dessa befattningar 1926. Han var inspektor för Tandläkarinstitutet 1918-1929 och blev 1940 hedersledamot av Svenska Läkaresällskapet.
Bland Åkermans vetenskapliga produktion märks Om operationer på gallblåsan (1890), Om lymfangiomerna (1892), Om den operativa behandlingen af mikrocefali (1893) samt ett stort antal artiklar i facktidskrifter och i Nordisk Familjebok.
Åkerman var från 1900 gift med Tyra Albertina Almgren (född 1875), dotter till hovrättsrådet Knut Almgren och Kate Hallström.